# La Voz de Yopal
La Voz de Yopal es una emisora de radio colombiana, afiliada a RCN Radio, que transmite desde la ciudad de Yopal, capital de Casanare (Colombia). Emiten a través de la frecuencia 105.3 FM, que cubre para todo el departamento. 
Su programación de la emisora transmite una programación compartida entre la señal nacional de RCN Radio y de la emisora local, que incluye una programación informativa, música llanera, eventos deportivos, un programa matutino de entretenimiento y eventos especiales. La emisora se encuentra en un 70,5% de programación local, mientras que el resto se emiten como cadena afilada a la señal básica de RCN Radio.
Comenzó sus transmisiones en el año 1976 como una emisora independiente, bajo el nombre de La Voz de Casanare. En 1986, se afilió con Caracol Radio hasta el año 1993, cuando la emisora se afiliaría a RCN Radio, que mantiene su afiliación hasta el día de hoy. Es la primera emisora que llegó al departamento, donde antes se emitía las frecuencias de Boyacá, cuando Casanare era una Intendencia. Con la admisión como Departamento en 1991, la emisora perdió una mayor presencia debido a la llegada de nuevas emisoras desde la capital del departamento, a pesar de la decadencia, la emisora pudo sobresalir económicamente gracias a la contratación de importantes figuras de la locución en este departamento. A partir del año 2007, la emisora comenzaría a emitir en la Frecuencia Modulada, inicialmente a través de la frecuencia 97.7 FM y después a través de la estación 105.3 FM, con la finalidad de cubrir todo el departamento, sin necesidad de crear más emisoras FM en otros municipios.